# باربارا لائوکس
باربارا لائوکس (لهستانی: Barbara Lauks؛ زادهٔ ۲۷ ژوئیه ۱۹۵۷) بازیگر اهل لهستان است. وی دانش‌آموختهٔ آکادمی ملی هنرهای نمایشی آ.س.ت. در کراکوف است.
از فیلم‌ها یا مجموعه‌های تلویزیونی که وی در آن‌ها نقش داشته‌است، می‌توان به طایفه، خودِ زندگی، کارآگاهان جنایی، پیت‌بول، رنگ‌های خوشبختی، کمیسر آلکس، دوستان، سیل، قانون حقیقی، در خوشی و سختی، خانه کشیش، یک‌راست به دل و یولیا اشاره نمود.